# Porażenie nerwu odwodzącego
Uszkodzenie nerwu odwodzącego (VI nerwu czaszkowego) powoduje osłabienie unerwianego przez ten nerw mięśnia prostego bocznego. Objawia się podwójnym widzeniem, najsilniejszym przy patrzeniu w bok po stronie uszkodzenia. Ponieważ nerw VI ma długi przebieg wewnątrzczaszkowy, często ulega uszkodzeniu. 
Najistotniejsze przyczyny tej patologii to:
- wieloogniskowe zapalenie nerwów, często w cukrzycy,
- stwardnienie rozsiane,
- podwyższone ciśnienie śródczaszkowe,
- zakrzep zatoki jamistej,
- złamanie lub naciek nowotworowy podstawy czaszki,
- zespół szczeliny oczodołowej górnej,
- udar w obrębie mostu,
- zespół Gradenigo,
- zespół Tolosy-Hunta.